# Dryadorchis
Dryadorchis é um género botânico pertencente à família das orquídeas (Orchidaceae).